# Saint-Pierre-des-Corps
Saint-Pierre-des-Corps és un municipi francès, situat al departament de l'Indre i Loira i a la regió de Centre – Vall del Loira. L'any 2007 tenia 15.665 habitants.

## Demografia

### Població
El 2007 la població de fet de Saint-Pierre-des-Corps era de 15.665 persones. Hi havia 6.760 famílies, de les quals 2.483 eren unipersonals (887 homes vivint sols i 1.596 dones vivint soles), 1.908 parelles sense fills, 1.718 parelles amb fills i 651 famílies monoparentals amb fills.
La població ha evolucionat segons el següent gràfic:
Habitants censats

### Habitatges
El 2007 hi havia 7.382 habitatges, 6.876 eren l'habitatge principal de la família, 47 eren segones residències i 460 estaven desocupats. 3.439 eren cases i 3.937 eren apartaments. Dels 6.876 habitatges principals, 3.385 estaven ocupats pels seus propietaris, 3.430 estaven llogats i ocupats pels llogaters i 60 estaven cedits a títol gratuït; 230 tenien una cambra, 824 en tenien dues, 1.730 en tenien tres, 2.390 en tenien quatre i 1.702 en tenien cinc o més. 4.274 habitatges disposaven pel capbaix d'una plaça de pàrquing. A 3.645 habitatges hi havia un automòbil i a 1.591 n'hi havia dos o més.

### Piràmide de població
La piràmide de població per edats i sexe el 2009 era:
| Homes | Edats   | Dones |
| ----- | ------- | ----- |
| 0     | 95 o +  | 16    |
| 12    | 90 a 94 | 36    |
| 112   | 85 a 89 | 144   |
| 100   | 80 a 84 | 164   |
| 284   | 75 a 79 | 412   |
| 260   | 70 a 74 | 480   |
| 288   | 65 a 69 | 372   |
| 432   | 60 a 64 | 388   |
| 372   | 55 a 59 | 408   |
| 544   | 50 a 54 | 592   |
| 672   | 45 a 49 | 656   |
| 516   | 40 a 44 | 604   |
| 460   | 35 a 39 | 532   |
| 485   | 30 a 34 | 480   |
| 600   | 25 a 29 | 512   |
| 628   | 20 a 24 | 501   |
| 604   | 15 a 19 | 530   |
| 436   | 10 a 14 | 501   |
| 436   | 5 a 9   | 444   |
| 380   | 0 a 4   | 348   |

## Economia
El 2007 la població en edat de treballar era de 9.955 persones, 6.861 eren actives i 3.094 eren inactives. De les 6.861 persones actives 5.700 estaven ocupades (2.947 homes i 2.753 dones) i 1.162 estaven aturades (567 homes i 595 dones). De les 3.094 persones inactives 1.016 estaven jubilades, 1.022 estaven estudiant i 1.056 estaven classificades com a «altres inactius».

### Ingressos
El 2009 a Saint-Pierre-des-Corps hi havia 6.826 unitats fiscals que integraven 15.333,5 persones, la mediana anual d'ingressos fiscals per persona era de 15.293 €.

### Activitats econòmiques
Dels 756 establiments que hi havia el 2007, 13 eren d'empreses extractives, 16 d'empreses alimentàries, 4 d'empreses de fabricació de material elèctric, 5 d'empreses de fabricació d'elements pel transport, 36 d'empreses de fabricació d'altres productes industrials, 92 d'empreses de construcció, 226 d'empreses de comerç i reparació d'automòbils, 68 d'empreses de transport, 42 d'empreses d'hostatgeria i restauració, 9 d'empreses d'informació i comunicació, 30 d'empreses financeres, 25 d'empreses immobiliàries, 65 d'empreses de serveis, 78 d'entitats de l'administració pública i 47 d'empreses classificades com a «altres activitats de serveis».
Dels 180 establiments de servei als particulars que hi havia el 2009, 1 era una comissaria de policia, 1 oficina d'administració d'Hisenda pública, 2 oficines del servei públic d'ocupació, 2 oficines de correu, 8 oficines bancàries, 1 funerària, 22 tallers de reparació d'automòbils i de material agrícola, 1 taller d'inspecció tècnica de vehicles, 4 establiments de lloguer de cotxes, 2 autoescoles, 11 paletes, 24 guixaires pintors, 15 fusteries, 21 lampisteries, 8 electricistes, 3 empreses de construcció, 13 perruqueries, 2 veterinaris, 24 restaurants, 7 agències immobiliàries, 6 tintoreries i 2 salons de bellesa.
Dels 77 establiments comercials que hi havia el 2009, 1 era, 2 supermercats, 2 botiges de menys de 120 m², 12 fleques, 6 carnisseries, 4 llibreries, 23 botigues de roba, 4 botigues d'equipament de la llar, 5 sabateries, 2 botigues d'electrodomèstics, 1 una botiga d'electrodomèstics, 4 botigues de material esportiu, 2 drogueries, 2 perfumeries, 5 joieries i 2 floristeries.
L'any 2000 a Saint-Pierre-des-Corps hi havia 8 explotacions agrícoles.

## Equipaments sanitaris i escolars
El 2009 hi havia 3 centres de salut, 7 farmàcies i 1 ambulància.
El 2009 hi havia 6 escoles maternals i 6 escoles elementals. A Saint-Pierre-des-Corps hi havia 3 col·legis d'educació secundària i 1 liceu tecnològic. Als col·legis d'educació secundària hi havia 755 alumnes i als liceus tecnològics 464.

## Poblacions més properes
El següent diagrama mostra les poblacions més properes.